# Adi Kimchi
Adi Kimchi, en hébreu : עדי קמחי, née en 1947, est une professeur israélienne en génétique moléculaire à l'Institut Weizmann de Tel Aviv. Elle étudie la mort cellulaire programmée et le contrôle de l'équilibre physiologique des cellules. Elle reçoit, en 2019, le prix Israël pour les sciences de la vie.